# Acceleratorer i Sverige
Partikelacceleratorer för fysikforskning har en lång historia i Sverige. Först var Gustaf Ising vid Stockholms högskola som 1924 föreslog att man kan nå hög partikelenergi med många gap med låg spänning. Några år senare realiserades idén av norrmannen Rolf Widerøe(no) i Tyskland.

## Cyklotroner
1938–1972 80 cm-cyklotronen, dvs 80 cm diameter på magneten. Stockholm
1949–1977, 1987–2012 Gustav Werner-cyklotronen, 280 cm, Uppsala, kärnfysik och protonterapi
1951–1986 225 cm-cyklotronen, Stockholm
2015– Skandionkliniken, Uppsala, sjukhusbaserad protonterapi
Dessutom finns flera mindre cyklotroner för produktion av radioaktiva preparat framförallt för medicinska tillämpningar.

## Ringar för elektroner, alla i Lund
LUSY 1962–1972 1.2 GeV
MAX I 1986–2015 32 m omkrets, 550 keV. Synkrotronstrålning och kärnfysik med extraherad elektronstråle
MAX II 1996–2015 90 m, 1.5 GeV synkrotronljus
MAX III 2007–2015 36 m, 700 MeV, synkrotronljus, test av ny magnetteknologi för MAX IV
MAX IV 2016– Två separata ringar, 96 m/1.5 GeV och 528 m/3.0 GeV, synkrotronljus.

## Ringar för joner
CELSIUS 1988–2005 Uppsala 82 m omkrets. Detta var ICE-ringen från CERN som blev modifierad och återuppbyggd. Kärnfysik.
CRYRING 1990–2010 Stockholm 52 m omkrets, atom och molekylfysik, särskilt lågenergikollisioner mellan joner och elektroner. Nu är ringen något modifierad och i drift i Darmstadt i Tyskland som CRYRING@ESR, en del av det stora FAIR-projektet.
DESIREE 2015– Två elektrostatiska ringar med 9 m omkrets och en gemensam sträcka. Växelverkan mellan positiva och negativa joner med låg kollisionsenergi, mätning av långa livstider (ms-h) hos exciterade molekylära och atomära joner.[3]

## Linjära acceleratorer
Accelatorer för strålbehandlingar, 2025 finns omkring 80 st sjukhusbaserade elektronacceleratorer i Sverige som producerar röntgenljus för behandling av tumörer.
Tandemacceleratorn 1970–2001 Tandemlaboratoriet, Uppsala, 6 MV Tandem van de Graaff. I början användes acceleratorn mest för forskning inom kärnfysik. Från 1980-talet forskning inom jonfysik, bl.a.: desorption av stora biomolekyler, masspektrometri inklusive kol-14-datering, bestrålning av halvledare och annat material, jonstrålebaserad materialanalys(en).
Tandemacceleratorn (ny) 2001– Tandemlaboratoriet, Uppsala, 5 MV Pelletron tandemaccelerator. Används mest för jonstrålebaserad materialanalys men även för jonbestrålningar och till 2024 för acceleratormasspektrometri.
Pelletronen 1972– Lund, van de Graaff-generator för kärnfysik och PIXE (Particle Induced X-ray Emission).
Elektronlinac 2016– 300 m, föraccelerator till MAX IV, "short pulse facility", FEL (frielektronlaser)
ESS 2027– Lund, 500 m, Sveriges hittills största acceleratorprojekt, en protonaccelerator för produktion av termiska neutroner. Protonstrålen träffar ett roterande 4 900 kg tungt mål av volfram, varvid volframkärnorna klyvs med spallation, och producerar fria neutroner. ESS är ett samarbete mellan 13 europeiska medlemsländer.

## Utanför Sverige
Genom Vetenskapsrådet är Sverige också medlem i flera andra stora acceleratoranläggningar i Europa. Dessa anläggningar är då öppna för forskare från Sverige, och i flera fall är utrustning till laboratorerna en del av bidraget.
CERN (Geneve, Schweitz)
ESRF (Grenoble, Frankrike)
FAIR (Darmstadt, Tyskland)
Petra III (Hamburg, Tyskland)
European XFEL(en) (Hamburg, Tyskland)